# Višnje, Kolašin
Višnje este un sat din comuna Kolašin, Muntenegru. Conform datelor de la recensământul din 2003, localitatea are 16 locuitori (la recensământul din 1991 erau 30 de locuitori).

## Demografie
În satul Višnje locuiesc 16 persoane adulte, iar vârsta medie a populației este de 62,9 de ani (61,9 la bărbați și 63,6 la femei). În localitate sunt 7 gospodării, iar numărul mediu de membri în gospodărie este de 2,29.
Populația localității este foarte eterogenă.
|  |

| Demografie | Demografie | Demografie |
| An         | Locuitori  | Locuitori  |
| ---------- | ---------- | ---------- |
|            |            |            |
|            |            |            |
|            |            |            |
|            |            |            |
| 1948       | 114        |            |
| 1953       | 116        |            |
| 1961       | 95         |            |
| 1971       | 62         |            |
| 1981       | 34         |            |
| 1991       | 30         | 30         |
| 2003       | 16         | 16         |

| \| Componența etnică conform recensământului din 2003[2] \| Componența etnică conform recensământului din 2003[2] \| Componența etnică conform recensământului din 2003[2] \| Componența etnică conform recensământului din 2003[2] \| Componența etnică conform recensământului din 2003[2] \| \| ----------------------------------------------------- \| ----------------------------------------------------- \| ----------------------------------------------------- \| ----------------------------------------------------- \| ----------------------------------------------------- \| \| \| \| \| \| \| \| Muntenegreni \| Muntenegreni \| \| 8 \| 50% \| \| Sârbi \| Sârbi \| \| 8 \| 50% \| \| necunoscută \| necunoscută \| \| 0 \| 0% \| |              |  |   |     |
| Componența etnică conform recensământului din 2003 |              |  |   |     |
| |              |  |   |     |
| Muntenegreni | Muntenegreni |  | 8 | 50% |
| Sârbi | Sârbi        |  | 8 | 50% |
| necunoscută | necunoscută  |  | 0 | 0%  |